# Hiti
Hiti vagy Hiti-rau-mea egy apró atoll a Dél-Csendes-óceánon. A terület politikailag Francia Polinéziához tartozik. Hiti a Tuamotu-szigetek egyik alcsoportjának, a Raeffsky-szigeteknek a része. A Raeffsky szigetcsoport a Tuamotu szigetcsoport központi részén található. Hiti a Reffsky-szigetek középső részén található, Tahititől 545 km-re keletre. A háromszög alakú atoll, melynek legnagyobb hosszúsága 9 km, legnagyobb szélessége 6 km, a területe 3 km². 15 km²-es lagúnájába nem vezet tengerszoros, ezért hajóval nem lehet bejutni a belsejébe. Az atoll legközelebbi szomszédja Makemo 19 km-re fekszik északkeletre.
Az atollon emberek nem élnek.

## Története
A nyugat számára Fabian Gottlieb von Bellingshausen orosz világutazó fedezte fel Tuanake szigetét 1820. július 15-én.
Bellinghausen az atollnak a Raevsky nevet adta. 1840. december 20-án szintén a szigeten járt még  Charles Wilkes amerikai felfedező, aki a szigetenek a Clute Island névet adta.
A 19. században Makemo francia gyarmattá vált, amelyen ekkor élt néhány ember (1850 környékén).

## Közigazgatás
Makemo az önkormányzati település központja. Hozzá tartozik Haraiki, Raroia, Takume, Katiu, Taenga, Nihiru atollok és a lakatlan Észak-Marutea, Tuanake, Hiti, Dél-Tepoto atollok. A közigazgatási terület lakossága 1422 fő (2007).

## További információ
- Atoll lista (franciául) Archiválva 2007. február 28-i dátummal a Wayback Machine-ben